# Andachtsbilder

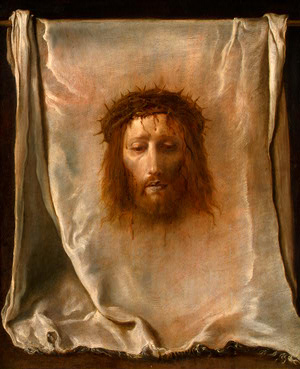
Véu de Verônica pelo pintor barroco italiano Domenico Fetti

Andachtsbilder (singular Andachtsbild, alemão para imagem devocional) é um termo alemão frequentemente usado em inglês na história da arte para designar imagens devocionais cristãs criadas como auxílio para oração ou contemplação. As imagens "geralmente mostram figuras sagradas extraídas de um contexto narrativo para formar uma vinheta altamente focada e frequentemente muito poderosa emocionalmente".
O termo é especialmente usado para a arte gótica do Norte da Europa por volta dos séculos XIV e XV, quando novos temas como a Pietà, o Cristo Pensativo, o Homem das Dores, as Arma Christi, o Véu de Verônica, a cabeça decepada de João Batista e a Virgem das Dores se tornaram extremamente populares.

## Temas e gêneros

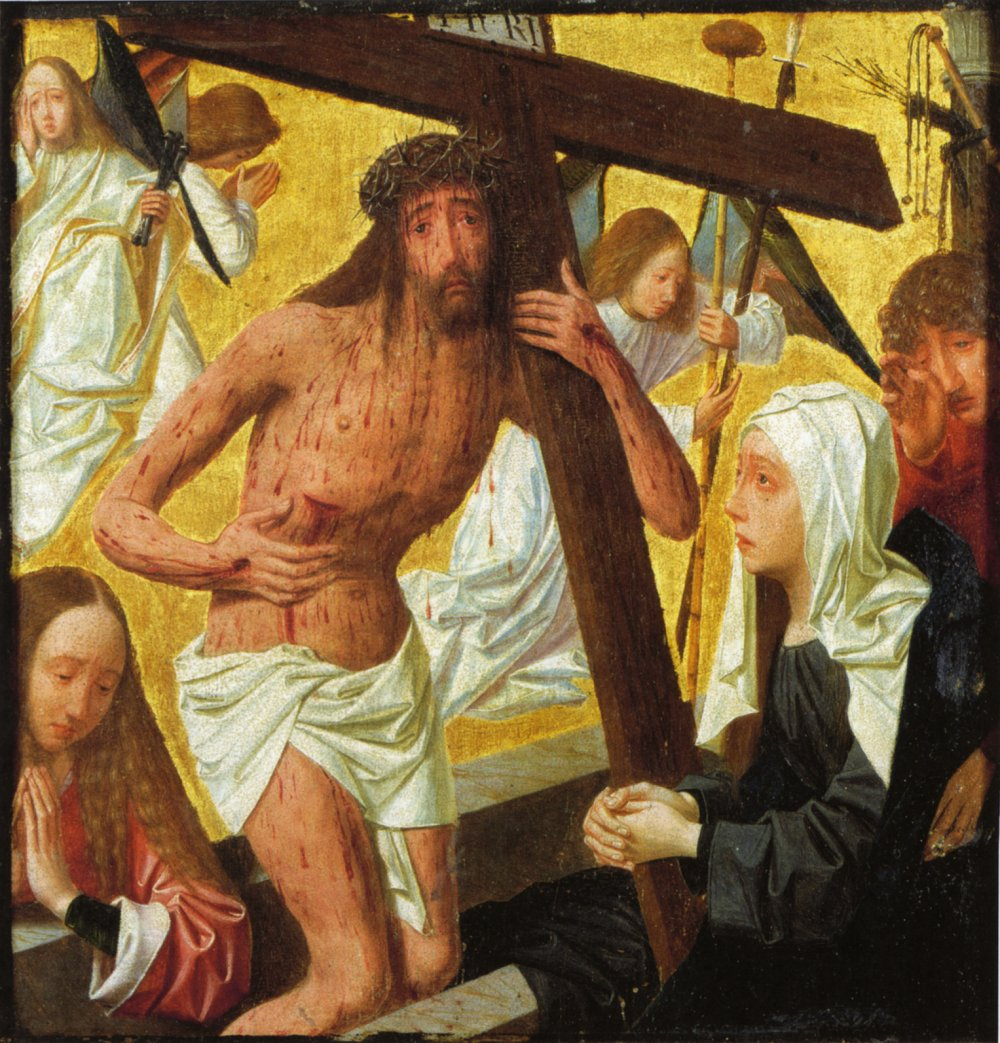
Homem das Dores, Geertgen tot Sint Jans, holandês, 1486, 25 x 24 cm, Museum Catharijneconvent, Utrecht.

Temas tradicionais da narrativa da Paixão de Cristo como o Ecce Homo e a Crucificação de Jesus também foram tratados da mesma maneira. Embora o Crucifixo tenha sido tratado como uma imagem intensa e isolada por séculos, pelo menos desde o Gero Cross do século X em Colônia, muitas imagens mostravam uma nova ênfase em sangue corrente graficamente representado, feridas e poses contorcidas. Este processo começou por volta de 1300, portanto a influência parece ser da Crucificação para outros temas.
O tradicional Ecce Homo é uma cena muito povoada, na qual a figura de Cristo é frequentemente menos proeminente do que a de seus captores, mas nas versões andachtsbilder as outras figuras e o complexo fundo arquitetônico desapareceram, deixando apenas Cristo, com um fundo simples na maioria das versões pintadas (veja o exemplo de Antonello da Messina na galeria abaixo).
Andachtsbilder têm uma forte ênfase no sofrimento e na dor de Cristo e das figuras próximas a ele. Seu uso foi incentivado por movimentos como os franciscanos, a Devotio Moderna e o misticismo alemão na Europa medieval tardia, que promoviam a meditação afetiva sobre os sofrimentos de Cristo através da intensa visualização mental ("imitação") deles e de seus efeitos físicos. Os exemplos mais extremos, até macabros, muitas vezes vieram da borda oriental do Sacro Império Romano-Germânico e além, na Polônia, Lituânia e nos Estados Bálticos, onde grandes pedaços esculpidos de sangue coagulado podem cobrir o corpo. Mas o estilo se espalhou por toda a Europa, incluindo a Itália, embora os extremos de emocionalismo fossem evitados lá até o Barroco.

## Abrangência

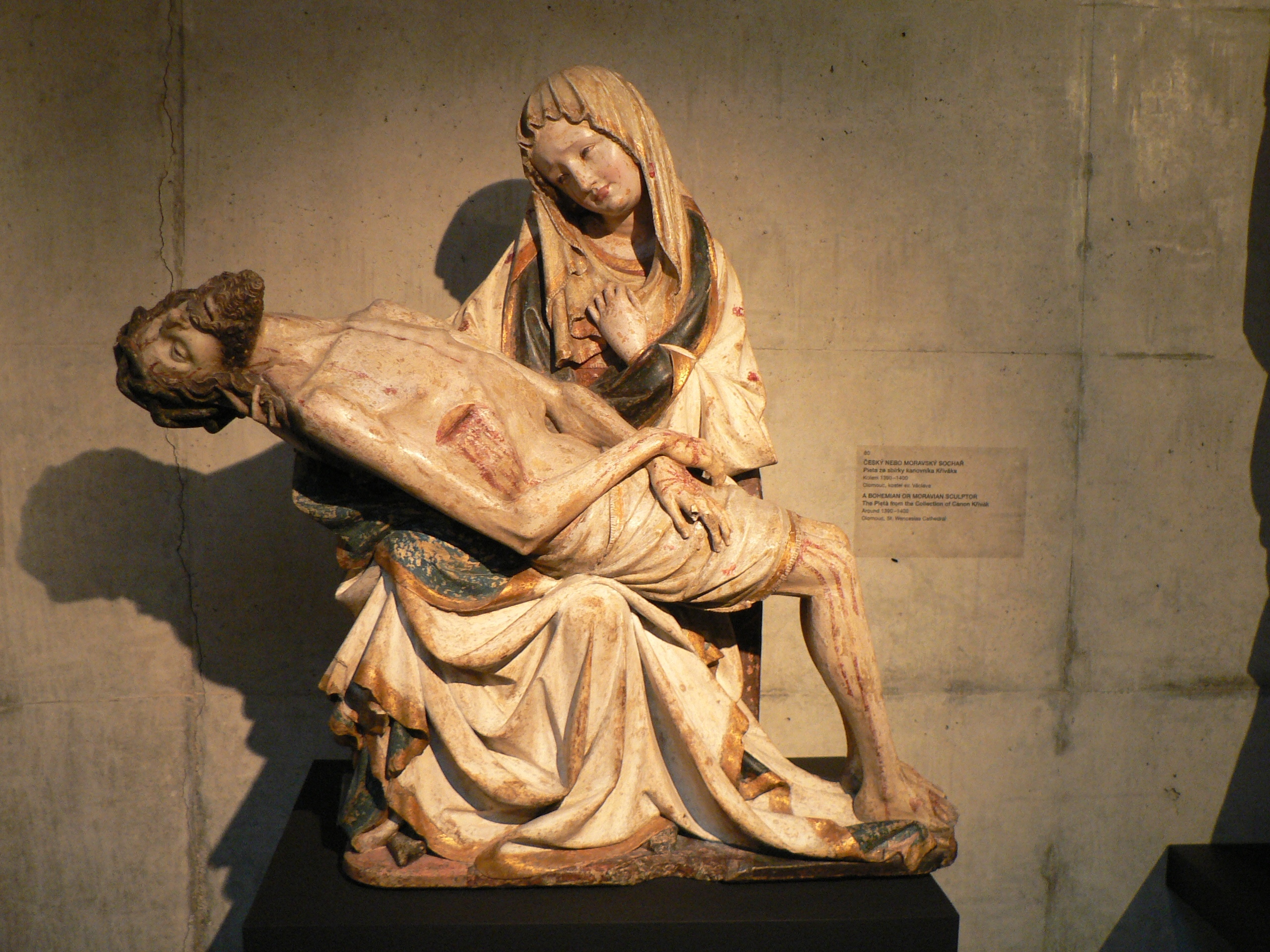
Antiga Pietà boêmia de 1390–1400

### Esculturas
O termo foi primeiramente concebido para um grupo de temas principalmente escultóricos, incluindo a Pietà e o Cristo Pensativo, que se acreditava terem surgido em conventos no sudoeste da Alemanha no século XIV, embora sua história seja agora considerada mais complexa.
Nas igrejas, essas imagens frequentemente recebiam uma capela lateral, e às vezes recebem lugares especiais nos rituais da Semana Santa. Por exemplo, hóstias consagradas podiam ser armazenadas na cavidade da ferida da lança em uma Pietà esculpida entre Sexta-feira Santa e Domingo de Páscoa.

### Pinturas, relevos e gravuras
O termo é frequentemente usado especificamente para pequenas obras destinadas à contemplação pessoal em casa. No século XV, as emergentes classes médias urbanas do Norte da Europa estavam cada vez mais aptas a pagar por pequenas pinturas ou esculturas. A representação era frequentemente muito "em close", com uma figura de meio-corpo ocupando quase todo o espaço da imagem. Os temas andachtsbilder também eram muito comuns em gravuras. No entanto, obras maiores para igrejas ou exibição ao ar livre também são abrangidas pelo termo.
Em meados do século XV, os andachtsbilder estavam influenciando grandes obras monumentais, um processo que James Snyder discute em relação a obras importantes como o Deposição do Prado de Rogier van der Weyden, o Retábulo de Isenheim de Matthias Grünewald, e o esculpido Retábulo do Sangue Sagrado de Tilman Riemenschneider em Rothenburg ob der Tauber. A Missa de São Gregório, que incluía uma visão do Homem das Dores, era uma composição frequentemente usada em retábulos que pegava um tema comum de andachtsbilder e o expandia em um tema adequado para obras mais monumentais.
O historiador de arte Jeffrey F. Hamburger observou que o termo agora "perdeu qualquer precisão que jamais pudesse reivindicar, tendo sido aplicado a praticamente qualquer objeto que possa ter sido usado para estimular a experiência devocional". Embora obras na tradição andachtsbilder permanecessem muito populares na arte católica por séculos, por exemplo na Espanha barroca e Itália, é menos provável que o termo seja aplicado a imagens muito posteriores. O termo em português "imagem devocional" ou "figura" etc. pode se aplicar a uma ampla gama de imagens, em todos os meios, incluindo reproduções impressas comercialmente modernas ou santinhos, especialmente aqueles que apresentam uma imagem semelhante a um retrato em vez de uma cena narrativa.

## Galeria

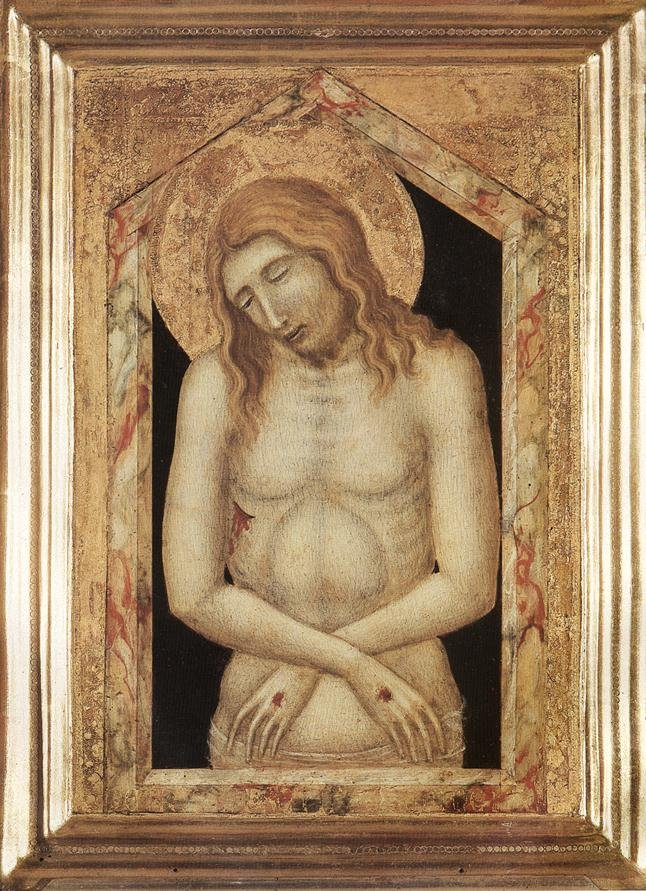
Um primeiro Homem das Dores pelo artista italiano Pietro Lorenzetti, c. 1330
Cristo carregando a Cruz, com um retrato do doador de um frade dominicano, Barna da Siena, 1330–1350
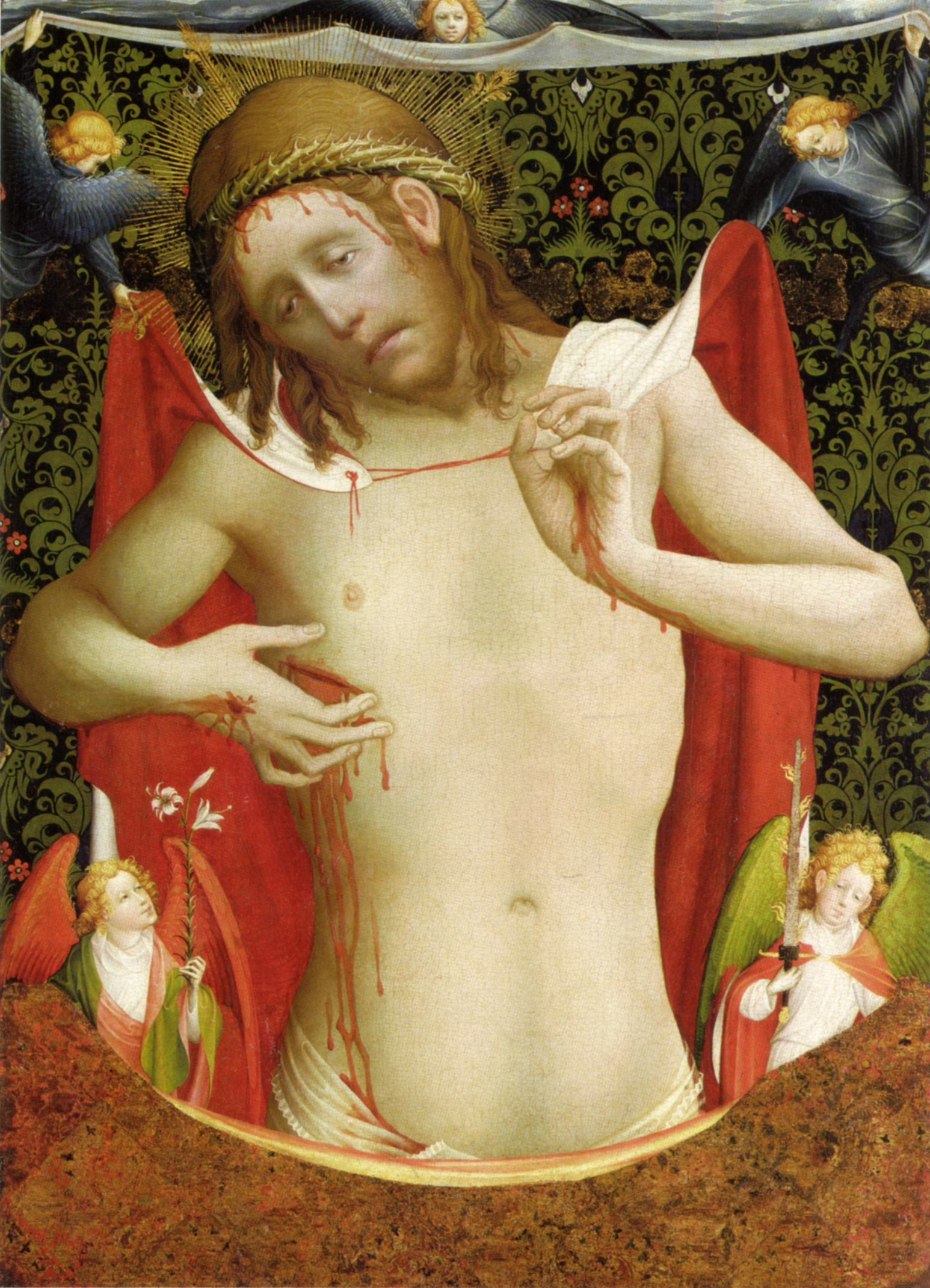
Homem das Dores pelo artista do norte da Alemanha Meister Francke, c. 1435.
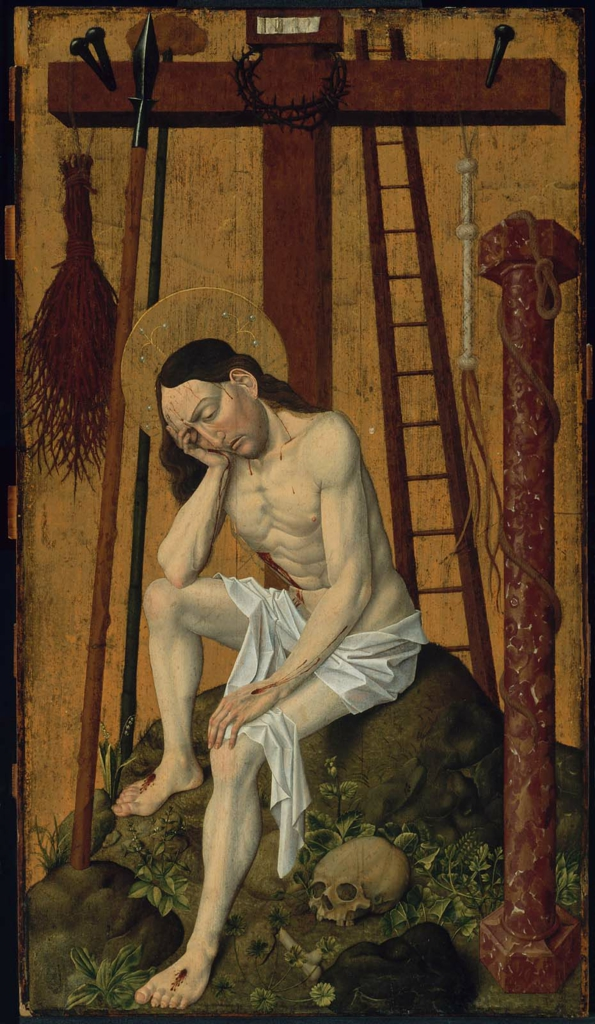
Cristo Pensativo com as Arma Christi, alemão, 1450–60
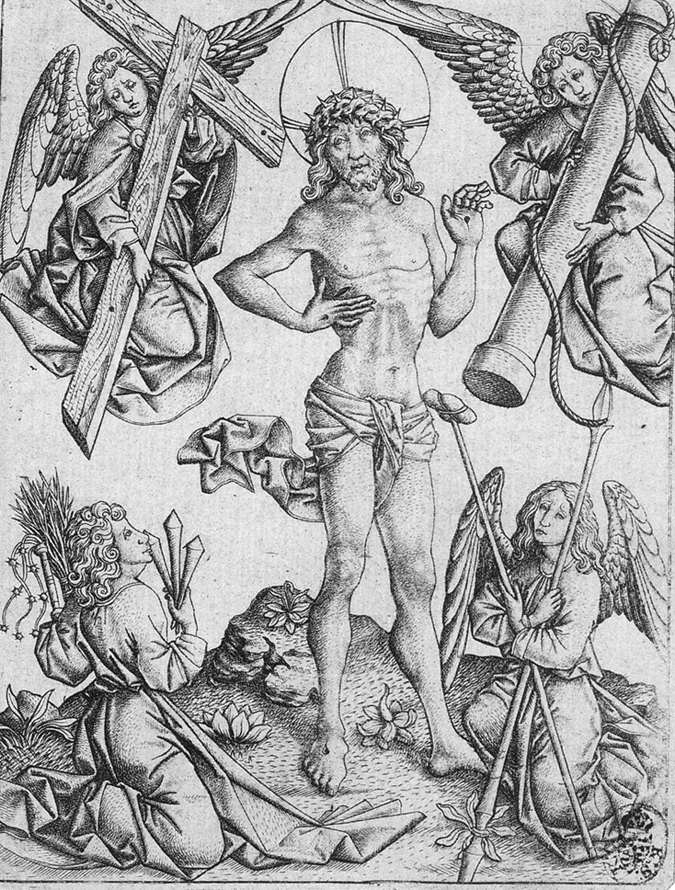
Gravura de c. 1460 por Mestre E. S. do Homem das Dores com as Arma Christi
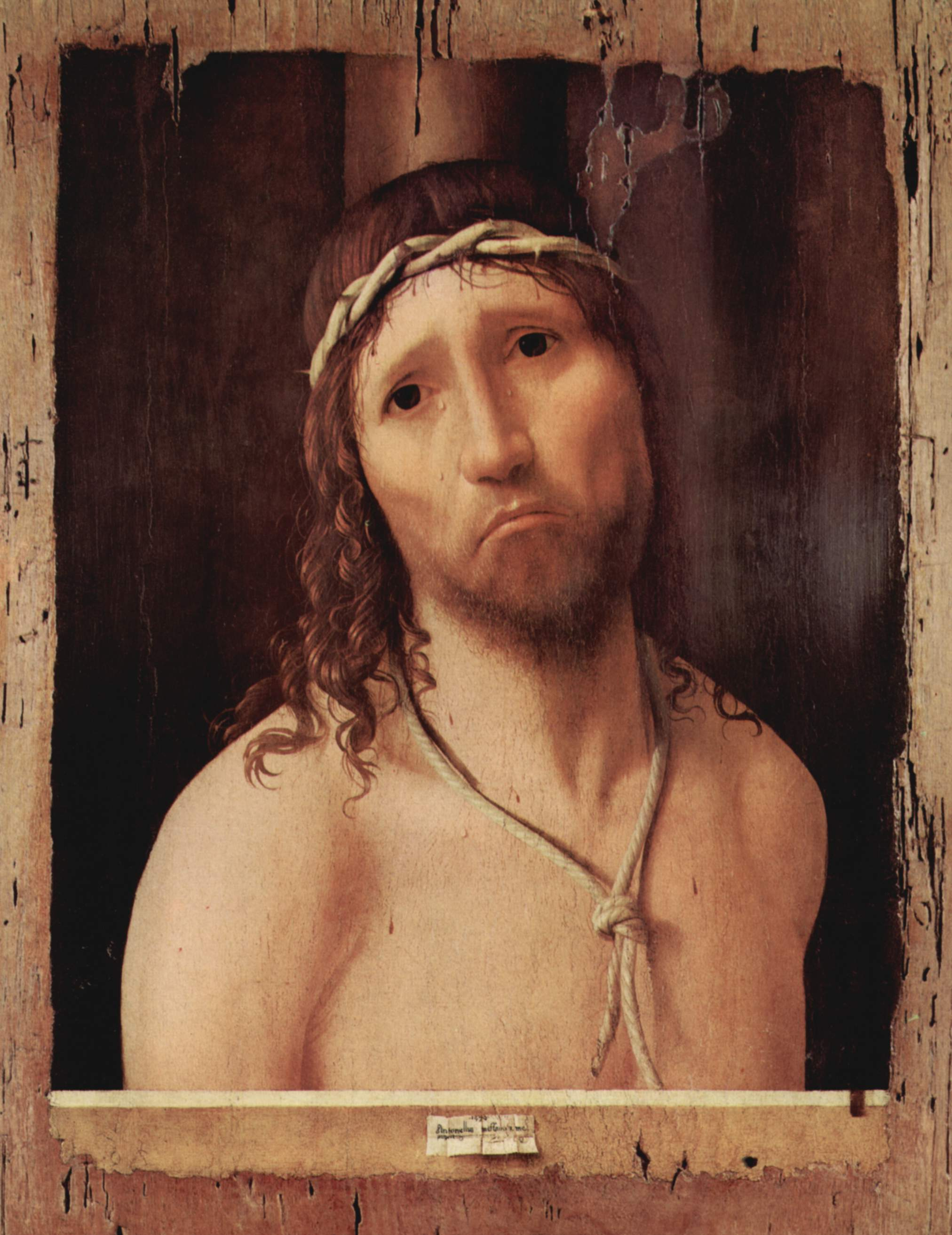
Uma das várias versões do Ecce Homo por Antonello da Messina, que foi influenciado pela pintura flamenga primitiva, c. 1473
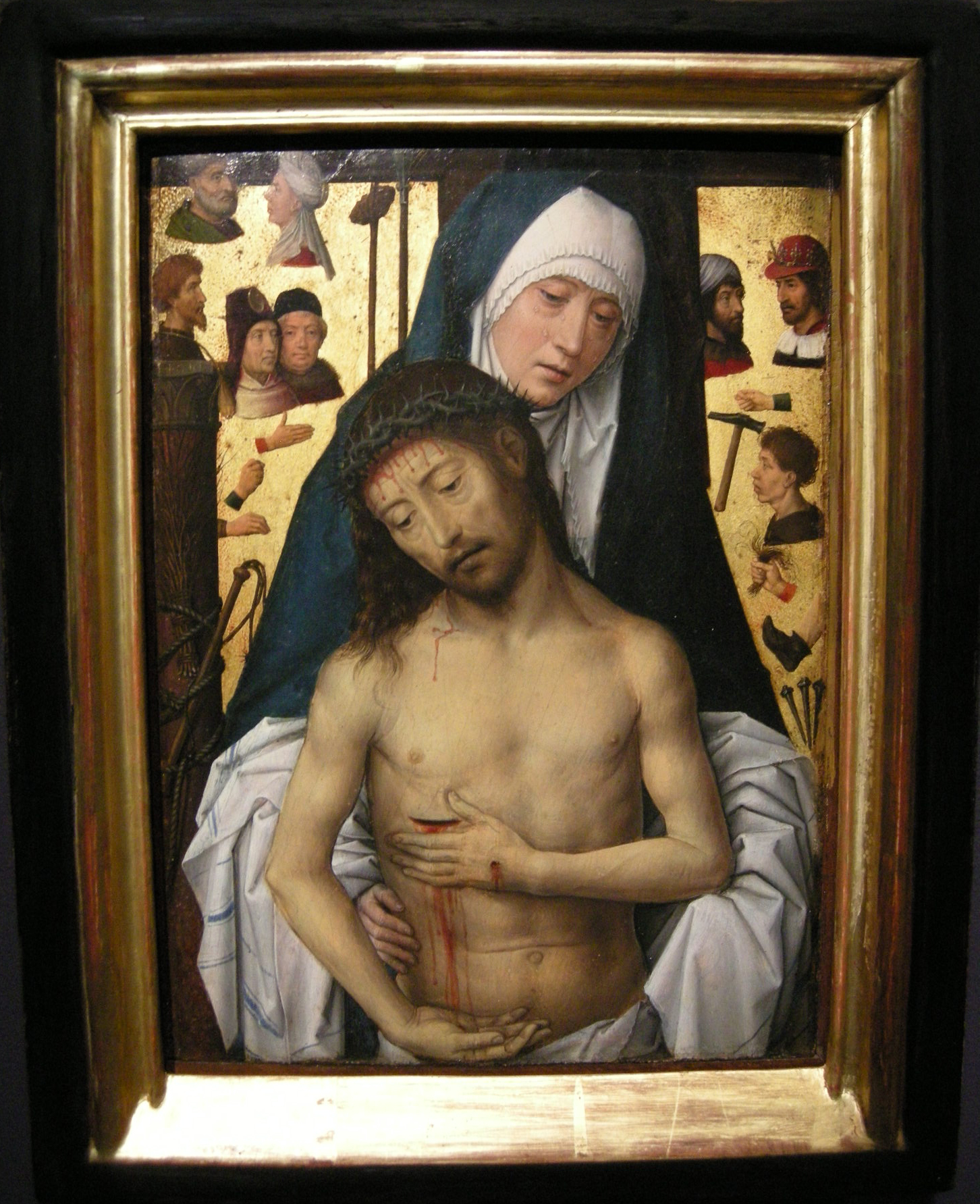
Hans Memling, 1475–79. Às vezes, os Instrumentos da Paixão são expandidos, como aqui, para incluir cabeças e mãos desincorporadas dos perseguidores.
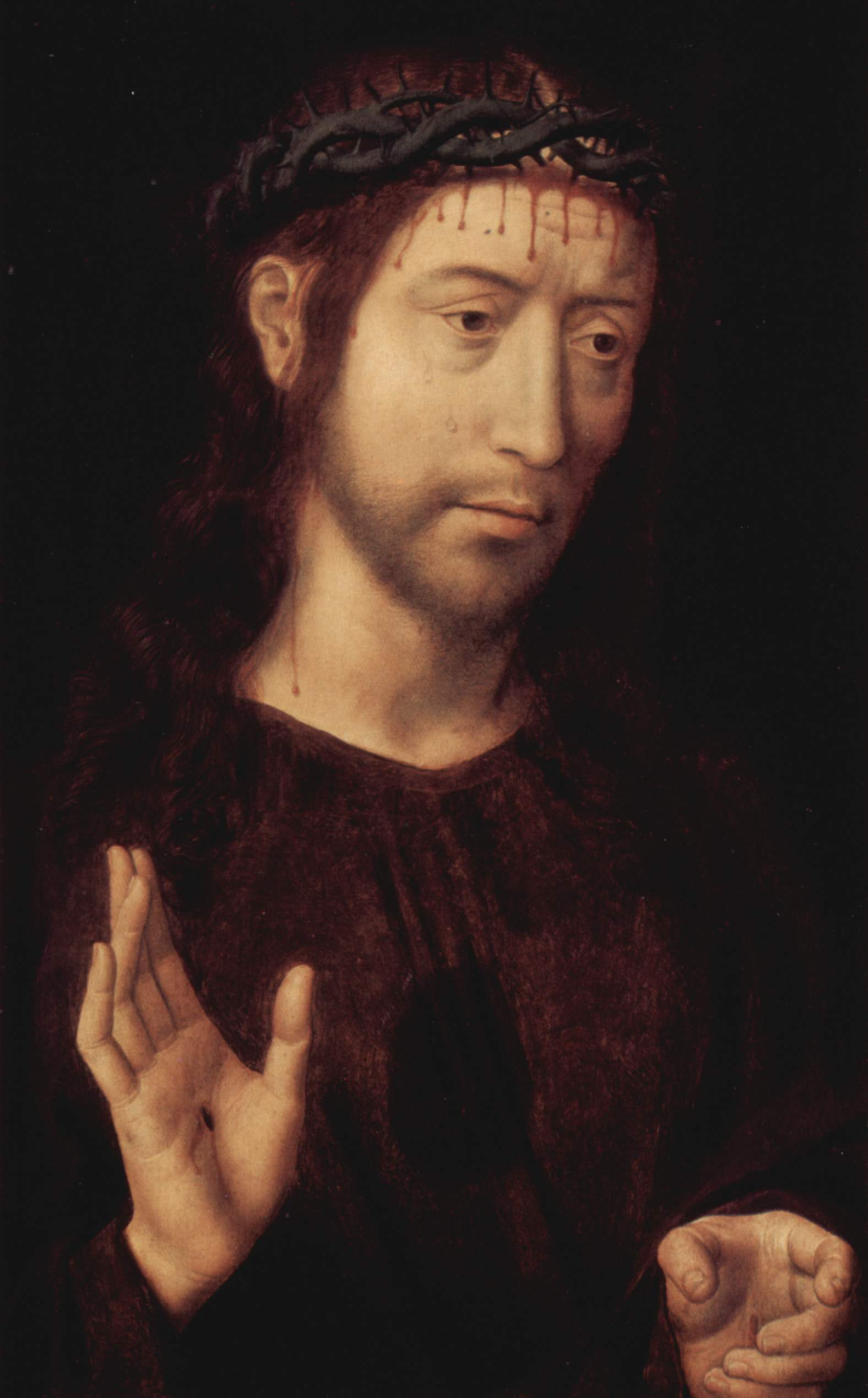
Memling, 1470, mostrando um estilo flamengo tipicamente mais suave e menos emotivo.
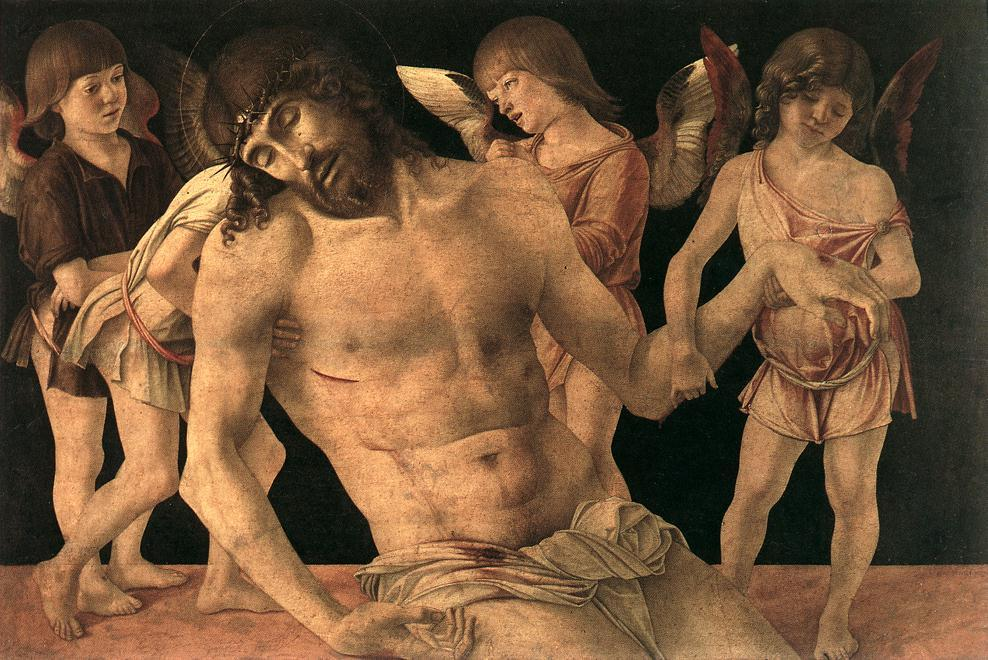
O veneziano Giovanni Bellini pintou vários temas de andachtsbilder, tipicamente, como aqui, recuando um pouco em comparação com os tratamentos de "close-up" do Norte.
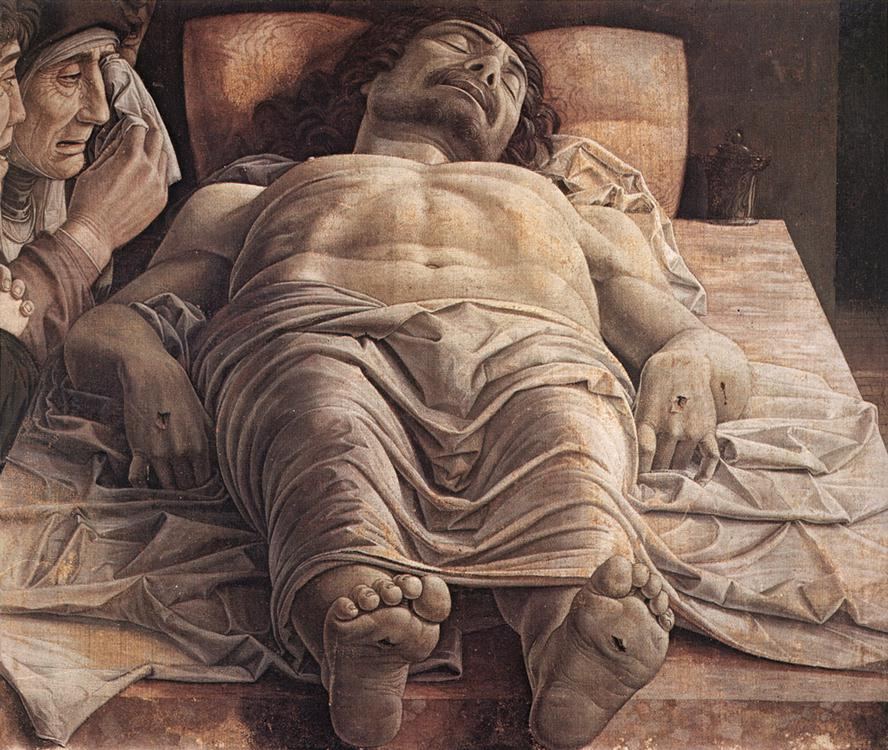
Uma composição altamente original de Andrea Mantegna da deposição do Cristo morto, c. 1490.
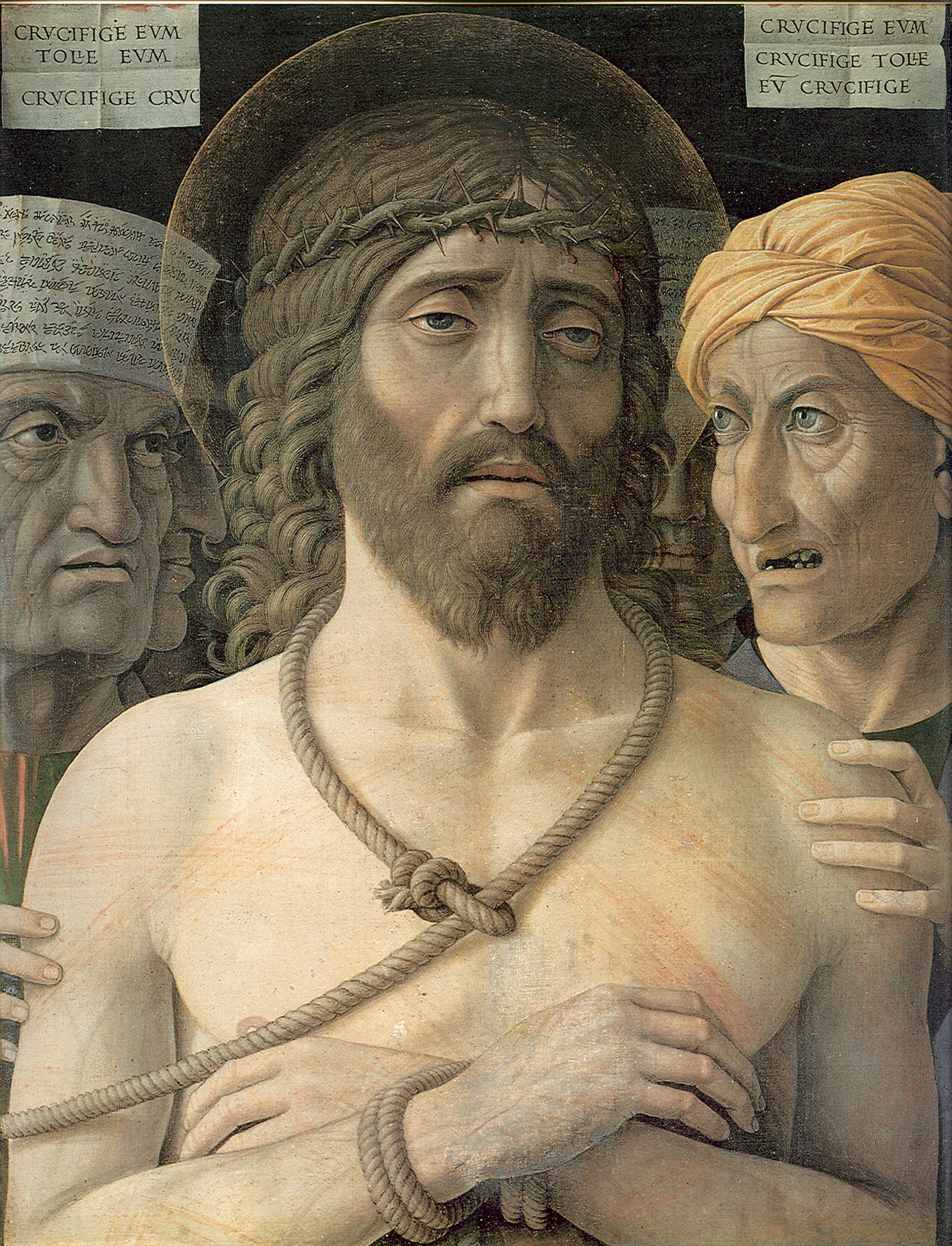
Ecce Homo por Andrea Mantegna, c. 1500, evita o emocionalismo do Norte, mas mantém a composição em "close-up".
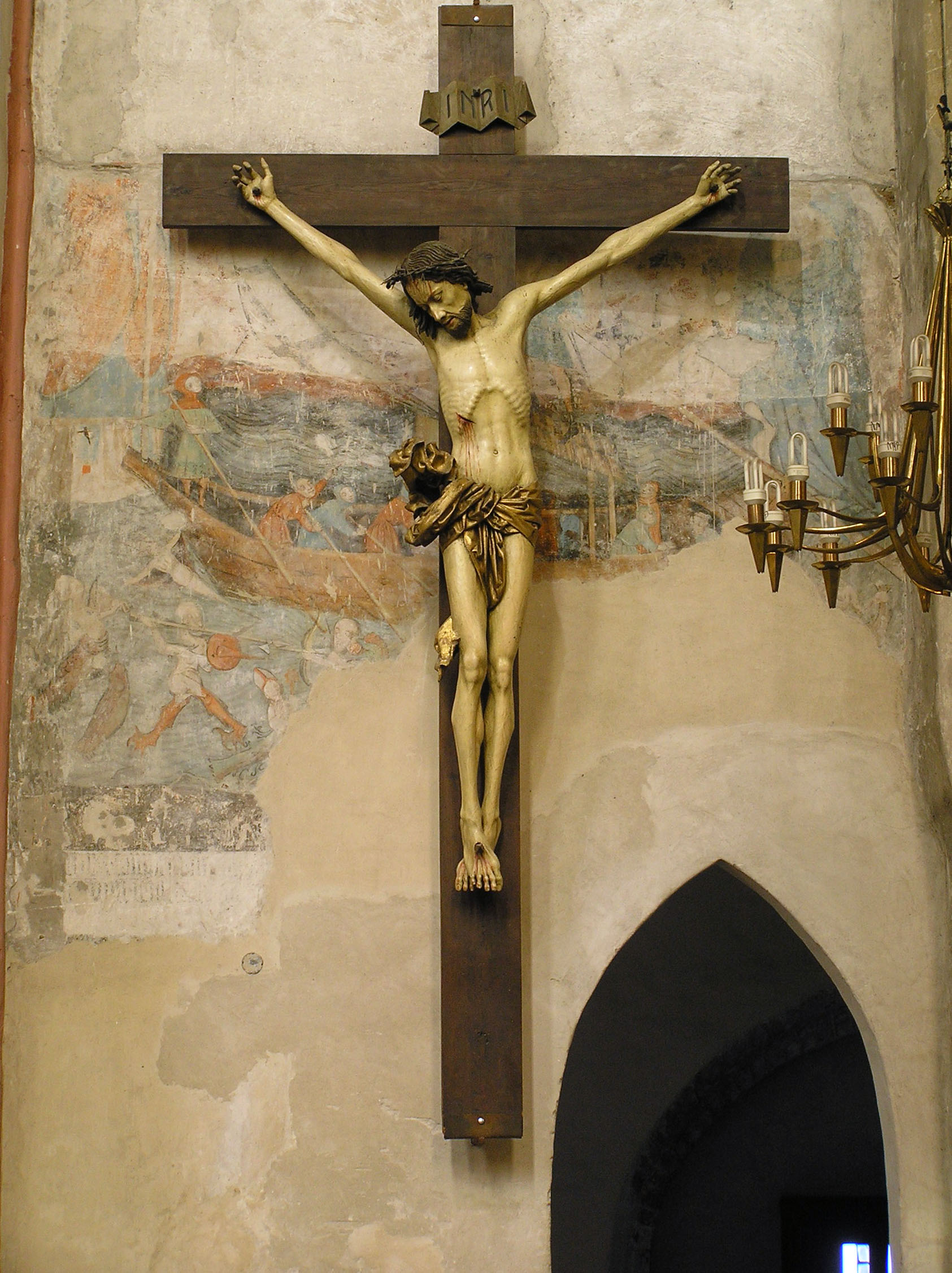
Crucifixo polonês de c. 1500, mostrando o estilo andachtsbilder